# Pietro Francesco Galleffi

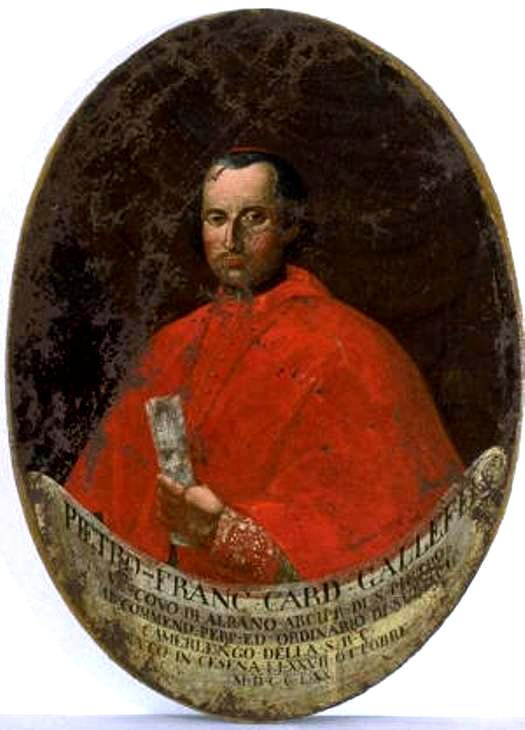
Pietro Francesco Kardinal Galleffi (Gemälde eines unbekannten Malers, 1830er Jahre)

Kardinalwappen

Pietro Francesco Galleffi, auch Pier Francesco Galleffi (* 27. Oktober 1770 in Cesena; † 18. Juni 1837 in Rom) war ein italienischer Kardinal der Römischen Kirche.

## Leben

### Frühe Jahre
Galleffi, Sohn einer Patrizierfamilie aus Cesena, wurde ab 1780 im Franziskanerkonvent von Cesena und ab 1791 in Rom unterrichtet. 1794 wurde er Kanonikus an der Vatikanbasilika, 1798 war er durch die Machthaber der Römischen Republik gezwungen, die Stadt zu verlassen. Papst Pius VII. verlieh ihm 1800 die Titel eines Päpstlichen Hausprälaten und eines Apostolischen Protonotars. Um diese Zeit erhielt er auch die Priesterweihe.

### Erhebung zum Kardinal und französische Gefangenschaft
Im Konsistorium vom 11. Juli 1803 nahm ihn Pius VII. als Kardinalpriester von San Bartolomeo all’Isola ins Kardinalskollegium auf. Zwei Monate später ernannte er ihn zum Kommendatarabt von San Benedetto e Scolastica in Subiaco. 1805 wurde er Kardinalprotektor des Ordens der Regularkanoniker. Aufgrund seines Widerstandes gegen Napoleon Bonaparte wurde Kardinal Galleffi 1808 erneut aus Rom vertrieben. Da er sich im Jahr darauf weigerte, die zweite Hochzeit des Kaisers mit Marie-Louise von Österreich zu besuchen, verbot dieser ihm und anderen Kardinälen das Tragen seiner Amtskleidung („Schwarzer Kardinal“) und hielt ihn mehrere Jahre fest.

### Nach der französischen Herrschaft
Erst 1814, nach Ende der französischen Herrschaft, kam Kardinal Galleffi frei und konnte seinen Einfluss weiter mehren. Er wurde Kämmerer des Kardinalskollegiums (bis 1818) und 1815 Kardinalprotektor des Augustinerordens. 1817 wurde er Privatlehrer von Pio Braschi, Großneffe des Papstes Pius VI. 1817 ernannte ihn Pius VII. zum Präfekten der Kongregation für religiöse Disziplin.
1819 wurde Galleffi zum Titularerzbischof von Damascus ernannt. Die Bischofsweihe erhielt er am 12. September 1819 von Kardinaldekan Alessandro Mattei. Mitkonsekratoren waren Geraldo Maciotti und Francesco Albertini. 1820 wurde er Erzpriester der Vatikanbasilika. Im selben Jahr wurde er Kardinalbischof von Albano. Nach dem Tod Pius’ VII. nahm er am Konklave 1823 teil und führte den konservativen Flügel an. Papst Leo XII. ernannte ihn im Dezember 1824 zum Camerlengo. Als solcher führte er nach dem Tod Leos XII. die Amtsgeschäfte im Vatikan. Durch seine konservative und rigorose Haltung in religiösen Fragen wurde er einer der wichtigsten Ratgeber Leos XII. und war aktiv daran beteiligt, die administrativen Reformen des früheren Kardinalstaatssekretärs Ercole Consalvi rückgängig zu machen.

### Letzte Jahre und Tod

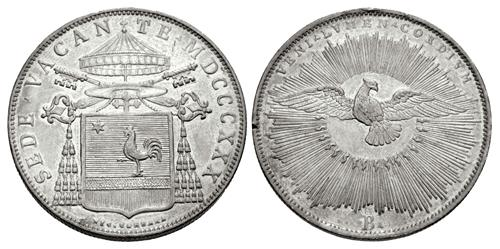
Sedisvakanzmünze von 1830, Bologna, mit dem Wappenschild des Camerlengo Pietro Francesco Galleffi (Tod Pius VIII.).

Kardinal Galleffi nahm am Konklave 1829 teil und wurde 1830 Kardinalsubdekan sowie Kardinalbischof von Porto e Santa Rufina. Im Konklave unterstützte er allerdings den ebenfalls sehr konservativen Emmanuele De Gregorio. Dessen Niederlage leitete das Ende von Galleffis politischer Karriere ein. Das suburbikarische Bistum Porto e Santa Rufina beispielsweise war von geringerer Bedeutung als Albano. Nach dem frühen Tod Pius’ VIII. nahm er am Konklave 1830–1831 teil, in dem Gregor XVI. gewählt wurde, und führte als Camerlengo erneut die Amtsgeschäfte während der Sedisvakanz. Sechs Jahre später starb er 66-jährig und wurde in der römischen Kirche Santissima Trinità dei Pellegrini im Familiengrab der Galleffi beigesetzt.